# Joseph Fil

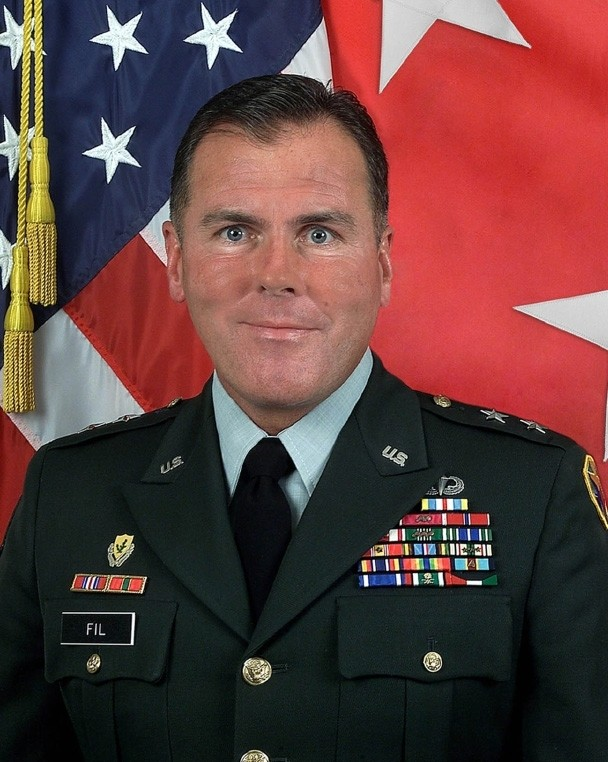
Joseph Fil Jr.

Joseph Frederick Fil Jr. (* 22. Mai 1953 in Portola Valley, San Mateo County, Kalifornien) ist ein pensionierter Offizier der United States Army, der vom Generalleutnant zum Generalmajor degradiert wurde. Er war unter anderem Kommandeur der 8. Armee und der 1. Kavalleriedivision.
Über das ROTC-Programm der San José State University gelangte er im Jahr 1976 in das Offizierskorps des US-Heeres. Dort wurde er als Leutnant den Panzereinheiten zugeteilt. In der Armee durchlief er anschließend alle Offiziersränge vom Leutnant bis zum Generalleutnant.
Im Lauf seiner militärischen Karriere absolvierte Joseph Fil verschiedene Kurse und Schulungen. Dazu gehörten unter anderem das Command and General Staff College und das National War College. Außerdem erhielt er einen akademischen Grad von der Central Michigan University.
In seinen jüngeren Jahren absolvierte er den für Offiziere in den niederen Rangstufen üblichen Dienst in unterschiedlichen Einheiten und Standorten. Dazu gehörten auch Aufgaben als Stabsoffizier in verschiedenen Hauptquartieren. Im weiteren Verlauf seiner Militärzeit kommandierte Joseph Fil militärische Einheiten auf fast allen Ebenen. In Deutschland nahm Fil verschiedene Aufgaben bei den dort stationierten amerikanischen Einheiten wahr. Zwischenzeitlich war er Bataillonskommandeur im 12. Kavallerieregiment, mit dem er auch im Zweiten Golfkrieg eingesetzt war.
Fils Zeit als Kommandeur größerer militärischer Verbände begann im Jahr 1997, als er das Kommando über die 1. Brigade der 1. Kavalleriedivision erhielt. Daran schloss sich eine erneute Versetzung nach Deutschland an, wo er einige Stabsaufgaben unter anderem beim Truppenübungsplatz Hohenfels und bei der NATO ausübte. Von 2002 bis 2004 kommandierte Joseph Fil das National Training Center in Fort Irwin in Kalifornien. Anschließend leitete er für einige Monate das zivile Polizeiausbildungsteam der Alliierten im Irak (Civilian Police Assistance Training Team).
Zwischen November 2005 und Februar 2008 kommandierte Fil die 1. Kavalleriedivision. Diese war in Fort Hood dem heutigen Fort Cavazos stationiert. Vom November 2006 bis zum Dezember 2007 wurde sie allerdings in den Irak verlegt und fungierte dort als Multi-National Division Baghdad. Nach dem Ende seiner Zeit als Divisionskommandeur wurde Joseph Fil zum Generalleutnant befördert und nach Südkorea versetzt, wo er das Kommando über die 8. Armee übernahm. Gleichzeitig wurde er Stabschef des United Nations Commands und der United States Forces Korea. Diese Ämter bekleidete er bis zum 19. November 2010.
Nach dem Ende seines Kommandos in Südkorea kehrte Fil in die Vereinigten Staaten zurück, wo er weiter im Militärdienst verblieb und dort auf seine absehbare reguläre Pensionierung wartete. Allerdings kamen bald Vorwürfe wegen unangemessener Geschenkannahmen während seiner Zeit als Kommandeur der 8. Armee in Südkorea auf. Die Armeeführung ging den Vorwürfen nach und degradierte Fil vom Generalleutnant zum Generalmajor unter gleichzeitiger Versetzung in den Ruhestand.